# Ruta de Rhode Island 403
La Ruta de Rhode Island 403, y abreviada R.I. 403 (en inglés: Rhode Island Route 403) es una carretera estatal estadounidense ubicada en el estado de Rhode Island. La carretera inicia en el Oeste desde la Ruta 4     en East Greenwich hacia el Este en la Commerce Park Road / Roger Williams Way en North Kingstown. La carretera tiene una longitud de 7,2 km (4.5 mi).

## Mantenimiento
Al igual que las autopistas interestatales, y las rutas federales y el resto de carreteras estatales, la Ruta de Rhode Island 403 es administrada y mantenida por el Departamento de Transporte de Rhode Island por sus siglas en inglés RIDOT.

## Cruces
La Ruta de Rhode Island 403 es atravesada principalmente por la  US 1     en North Kingstown.